# Tony Gentile
Tony Gentile (Palermo, 9 marzo 1964) è un fotoreporter italiano.

## Biografia

La celebre fotografia di Tony Gentile, scattata presso il Palazzo Trinacria di Palermo, effigiata in una moneta di 2 euro commemorativa.

Giornalista professionista, inizia a fotografare professionalmente nel 1989 collaborando con l'agenzia fotografica Sintesi grazie alla quale pubblica i suoi reportage dalla Sicilia sui maggiori quotidiani e periodici italiani e stranieri. Nei primi anni della sua carriera ha raccontato con le proprie immagini gli attacchi della mafia contro lo Stato, fotografando le stragi di Capaci e di via D'amelio nelle quali rimasero uccisi Giovanni Falcone, Paolo Borsellino e gli uomini delle loro scorte. Il racconto di quegli anni bui è confluito poi nel 2015 nel libro La guerra. Una storia siciliana.
Nel 2003 si trasferisce a Roma dove entra a far parte della squadra di fotografi dell'agenzia di stampa internazionale Reuters per la quale ha coperto, fino al 2019, storie di attualità, cronaca, costume e sport di interesse internazionale, tra i quali la finale del Campionato mondiale di calcio 2006, vinto dall'Italia, e numerosi viaggi apostolici dei papi in Brasile, Cuba, Turchia e Stati Uniti. È particolarmente noto per avere realizzato la fotografia dei magistrati Falcone e Borsellino che sorridono che è diventata icona del riscatto di un popolo intero alla violenza della mafia.
Dalla metà degli anni 90 e fino al 2003 ha insegnato fotografia nelle scuole superiori.

## Attività espositiva
Mostre personali
- Autoscatto – Palermofoto 93, Palermo 1993
- Mare an-negato – Galleria Prati, Palermo 1994
- Agenda – Centro studi Luigi di Sarro, Roma 2008
- Agenda – Palazzo Schiavuzzo, Palermo 2012
- Agenda – Ciminiere, Catania 2012
- Agenda – Chiesa S. Alberto, Trapani 2013
- Agenda – Ex convento dei Teatini, Lecce 2013
- La guerra – Trame-festival dei libri sulle mafie, Lamezia Terme 2015
- La guerra – Palazzo Pardi, Colonnella 2015
- La guerra – Les Rencontres de la photographie, Fond. Manuel Rivera Ortiz, Arles 2017
- La guerra – Piazza Coperta di Sala Borsa, Bologna 2017
- La guerra – Casa della conoscenza Casalecchio sul Reno 2017
- La guerra – Museo d’arte Moderna, Gazoldo degli Ippoliti 2017
- La guerra – Spazi espositivi di corso Garibaldi, Pordenone 2017
- La guerra – Festival Fotografico Europeo - Palazzo Marliani Cicogna, Busto Arsizio 2019
- Tra cronaca e storia – Orvieto Fotografia Palazzo Coelli, Orvieto 2019
- Tra cronaca e storia – Immagina Revolution, Lanciano 2019
- La guerra – Alfedena Fotografia - Palazzo De Amicis, Alfedena 2019
- Punto e a Capo – Med Photo Fest 2019 - Fototeca Siracusana - Siracusa 2019
- Punto e a Capo – Med Photo Fest 2019 - Convento del Carmine - Modica 2019
- Tra cronaca e storia - Sanremo 2019
- La Guerra - Fondazione Giuseppe Di Vagno - Conversano (BA) 2021
- La Guerra IMP Festival - Padova 2021
- Tra cronaca e storia - Reggio Calabria 2021
- La Guerra -  Officina Giovani - Prato 2022
- Memoria senza indulgenza - Triggiano (BA) 2022
- Sicilia 1992 - Luce e Memoria - Teatro Regina Margherita - Racalmuto (AG) 2022
- Sicilia 1992 - Luce e Memoria - Castello - Corigliano Calabro 2022
- Sicilia 1992 - Luce e Memoria - Calimera 2022
- Lucememoria - Teatro Garibaldi - Palermo 2023
- Lucememoria - Teatro Russi - Russi 2024
- Lucememoria - Palazzo Ducale - Genova 2024

Mostre collettive
- Cento scatti - Biblioteca Comunale, Palermo 1990
- Imago Siciliae 92 – Centro culturale P. Pasolini, Agrigento 1992
- Kermesse La fotografia a Palermo - AAPT - Fiera del Mediterraneo, Palermo 1993
- Un anno cento immagini - in occasione del convegno "Capaci quanto tempo fa" in memoria del giudice G. Falcone - Palazzo dei Normanni, Palermo 1995
- Ispirandosi all’Orto botanico - Orto botanico, Palermo 1996
- Facce da straniero, 30 anni di fotografia e giornalismo sull’immigrazione in Italia -Torino 2010
- Giovanni Paolo II, un uomo un Santo - Ciminiere, Catania 2011
- Kermesse, 26 fotografi siciliani – Studio Giuseppe Leone, Ragusa 2015
- La nostra Storia – 60 anni attraverso le foto dell’Espresso – Vittoriano, Roma 2015
- Mediterraneo – Photolux Lucca 2017
- “Icone Parlanti” SI Fest Savignano sul Rubicone 2020

## Libri
Libri personali
- Godranopoli – Museo Etnoantropologico Godranopoli, Godrano (PA) 1994.
- Agrigento non solo Templi - ed AD Arte, Palermo, Palermo 1999.
- La guerra, una storia siciliana – ed Postcart, Roma 2015 Archiviato il 30 settembre 2020 in Internet Archive. ISBN 978-88-98391-29-5.
- Tony Gentile - Sicilia 1992 Luce e memoria - ed Silvana Editoriale ISBN 9788836652723.

Libri collettivi
- Palermo Mondiale – ed Roda, Palermo 1991.
- Kermesse - La fotografia a Palermo - AAPT - Palermo 1993.
- Epoca – Almanacco 1996 - Mondadori 1997.
- Ispirandosi all’Orto botanico - Ed Ariete, Palermo 1997.
- The art of seeing 2 - Reuters 2003.
- Foto Reuters – Athen 2004 - Reuters 2004.
- On the road - The art of the journey - Reuters 2005.
- Move! - Reuters 2005.
- The state of the world - Reuters 2006.
- Italia 1945-2005, le grandi fotografie della nostra storia - Hachette Contrasto 2006.
- Un anno di sport - Contrasto 2007.
- Our world now - Reuters Vol 1. 2007.
- Our world now – Reuters Vol 2.  2008.
- Our world now – Reuters Vol 3.  2009.
- Our world now – Reuters Vol 4. 2010.
- Our world now – Reuters Vol 5.  2011.
- It’s a Nikon It’s a Icon - Nikon 2017.
- La fotografia raffigurante i magistrati G. Falcone e P. Borsellino è stata pubblicata su numerosi libri, sia in copertina che nelle pagine interne.

## Riconoscimenti
- Premio Chia Sardegna, per la cronaca fotografica per la foto di Falcone e Borsellino 1992
- Premio Capaci di memoria - Capaci (PA) 2005
- Premio ACAF nuova fotografia siciliana - Catania 2012
- Premio Fotogiornalismo d’autore - Nettuno (RM) 2013
- Premio Solidarietà Vittorio Bachelet - Roma 2014
- Premio Paolo Borsellino - Pescara 2015
- Premio Mario Francese - ordine dei giornalisti Palermo 2016
- Premio Amilcare Ponchielli al libro La guerra, per il miglior libro fotografico del 2015 - GRIN Photoeditors 2016
- Premio Buzzi, Benevento 2016
- Onorificenza del Presidente della Repubblica “Cavaliere al merito della Repubblica Italiana” per la fotografia dei magistrati Giovanni Falcone e Paolo Borsellino 2018
- Leone alla Carriera Comune di San Remo e associazione Spazivisivi